# Norwegen
 (novembre 2020).
Pour les articles homonymes, voir Norwegen (homonymie).
Norwegen est un quartier de la commune de Lastrup dans l'arrondissement de Cloppenburg, Land de Basse-Saxe.
Avec un peu moins de 60 habitants, Norwegen est le deuxième plus petit des quatorze quartiers de la municipalité et le plus au sud de Lastrup. Norwegen est limitrophe de la municipalité de Löningen.

## Toponymie
Le contexte du nom de Norwegen n'est pas entièrement clair. Une explication possible conduit au duc Pierre Ier d'Oldenbourg, sous le règne duquel la première colonie de nouveaux agriculteurs s'installe à cet endroit après la division de Lastrup en 1823 et qui vient de la maison d'Oldenbourg. La lignée la plus ancienne de cette maison occupe le trône royal du Danemark à cette époque, c'est pourquoi ils représentent également les rois de Norvège de 1380 jusqu'à un peu plus tôt en 1814. Il est donc concevable que le nom ait été donné pour rappeler cette grande époque de la famille Holstein-Gottorp et que le règne sur la Norvège devait être rendu à la maison sous une forme symbolique.

## Source, notes et références
- (de) Cet article est partiellement ou en totalité issu de l’article de Wikipédia en allemand intitulé « Norwegen (Niedersachsen) » (voir la liste des auteurs).